# Cuplare Sonogashira
Cuplarea Sonogashira este o reacție de cuplare utilizată în sinteza organică pentru obținerea unor alchine substituite. Este necesar un catalizator de paladiu și cupru, iar reactanții sunt o alchină terminală și un compus halogenat arilic sau vinilic. Reacția a fost descoperită de către Kenkichi Sonogashira și Nobue Hagihara în anul 1975.
- R1: aril
- R2: aril sau vinil
- X: I, Br, Cl sau OTf (triflat)